# جبل العرير الأعلى (ذي السفال)

تعديل مصدري - تعديل

جبل العرير الأعلى محلة تابعة لقرية القاعدة، التابعة لعزلة خنوه بمديرية ذي السفال إحدى مديريات محافظة إب في الجمهورية اليمنية، بلغ تعداد سكانها 1330 حسب تعداد اليمن لعام 2004.